# Caro van Eyck
Caro van Eyck, pseudoniem van Gerarda Jacoba Everdina Taytelbaum (Batavia, 27 november 1915 – Amstelveen, 15 september 1979) was een Nederlands actrice.

## Levensloop
Op haar veertiende trok het gezin Taytelbaum weg uit Batavia, vader ging voor werk naar Nederland. Caro studeerde aanvankelijk rechten en was vanaf 1936 betrokken bij het toneel. Zo speelde zij de hoofdrol in La machine infernale van Jean Cocteau bij het studententoneel. Ze begon haar beroepscarrière bij het Hofstadtoneel. Daarna speelde zij onder meer met het Residentie Toneel, het Amsterdams Toneelgezelschap, het Rotterdams Toneelgezelschap en de toneelgroep Theater en Ensemble. Ook droeg zij gedurende enkele jaren zelfgeschreven verhalen voor.
In 1959 ontving Van Eyck, zoals zij zich inmiddels noemde, uit handen van Jan Musch de Theo Mann-Bouwmeesterring en in 1979 de Theo d'Or. Deze laatste was voor haar rol Forsia Dorsey in Coburns Een gelukkige hand. "Ik heb tenminste afscheid genomen met een mooie rol", zo vertelde Caro van Eyck vlak voor haar dood aan schrijver Simon Carmiggelt, met wie ze bevriend was. In 1965 werd ze tevens benoemd tot Ridder in de Orde van Oranje-Nassau.
Van Eyck was gehuwd met de acteur Paul Steenbergen en later met producer Hans Boekman. Naast haar werk op het toneel speelde ze ook in diverse televisieseries, waaronder De Stille Kracht (1974), De kleine waarheid (1971), De Kleine zielen (1969), Van oude mensen, de dingen die voorbijgaan (1975) en Ritmeester Buat (1968).
Ze overleed in 1979 aan de gevolgen van een ernstige ziekte. Haar laatste rol was als verteller en de muis in de Nederlandse hoorspelversie van Alice in Wonderland.

## Televisie

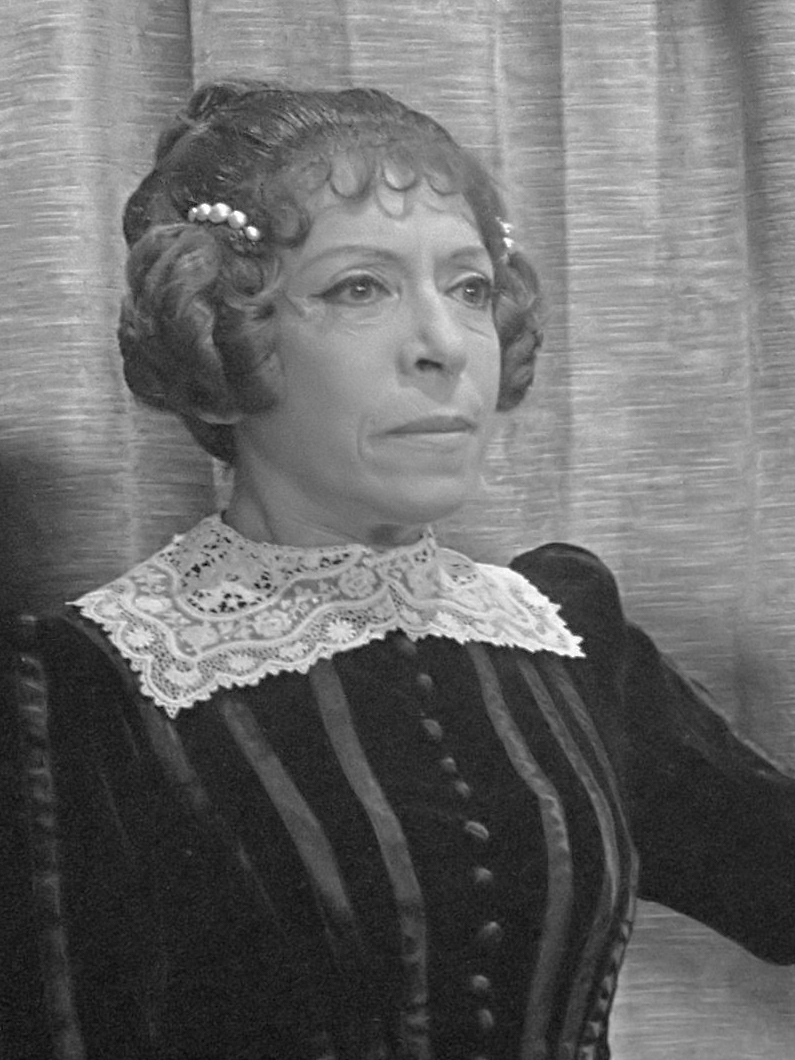
Caro van Eyck in de tv-serie Ritmeester Buat (1968)

- 1955 - Secret File, U.S.A. (tv-serie)
- 1964 - Maigret (tv-serie) - Mw. Serrée
- 1965 - Dit is het einde (tv-film) - Ex-vrouw van Jan
- 1967 - Roverssymfonie (tv-film)
- 1968 - De geweren van vrouw Carrar (tv-film)
- 1968 - Portret van een madonna (tv-film)
- 1968 - Ritmeester Buat (tv-serie) - Weduwe Musch
- 1969 - De kleine zielen (tv-serie)
- 1970 - 't Schaep Met De 5 Pooten (tv-serie) - Mevrouw Irma Bastiaanse
- 1971-1972 - De kleine waarheid (tv-serie) - Mevrouw Scalonje
- 1974 - De stille Kracht (tv-serie) - De raden-ajoe pangéran
- 1975 - Het testament van Edgar Allan Poe (tv-serie)
- 1975 - Amsterdam 700 (tv-serie) - Rosalie
- 1975-1976 Van oude mensen, de dingen die voorbij gaan (tv-serie) - Mevrouw Dercksz
- 1976 - Uit de wereld van Guy de Maupassant (tv-serie) - Mevr. Brument
- 1979 - Erik of het klein insectenboek (tv-serie) - Grootmoeder

## Toneel

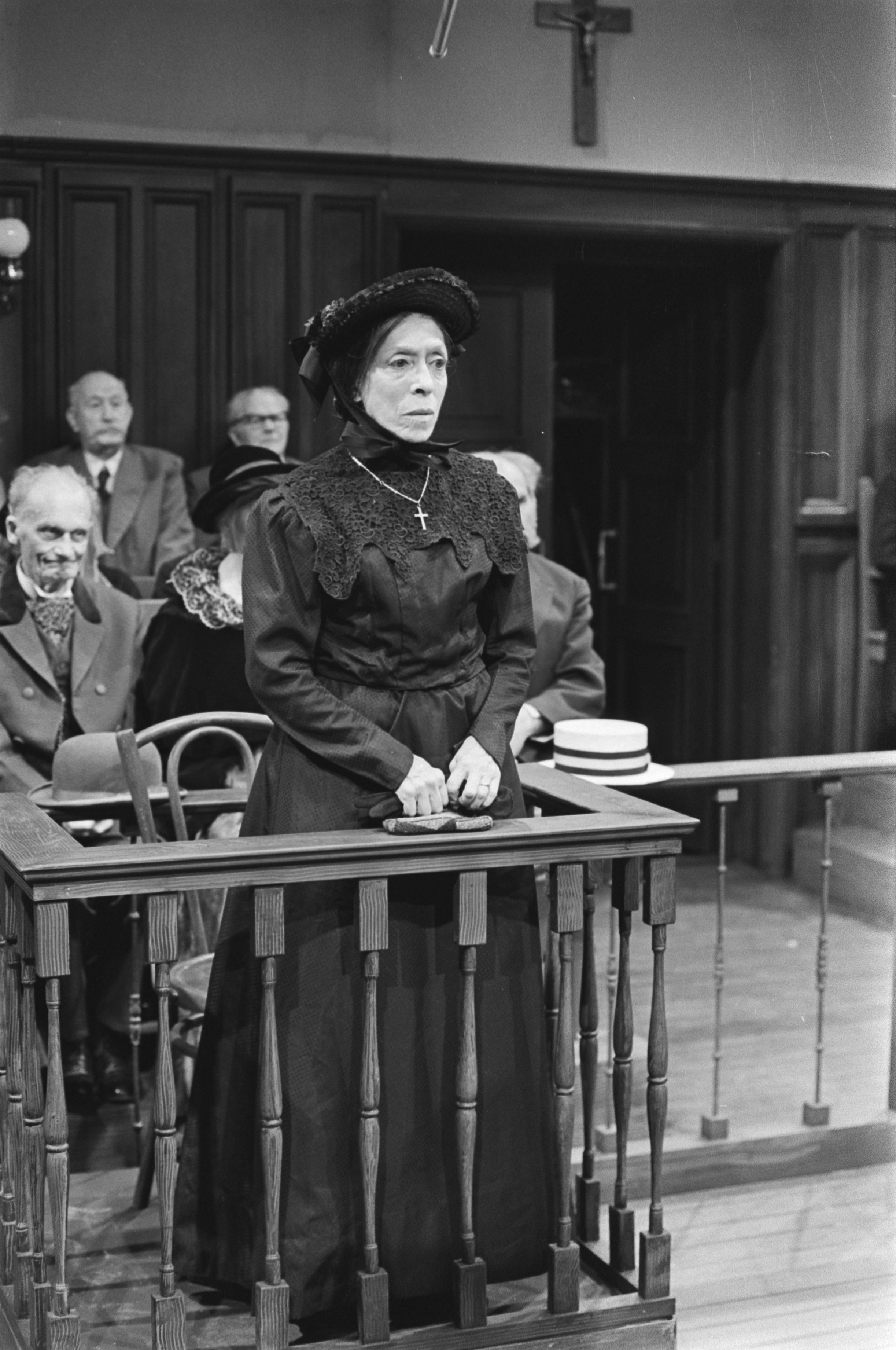
Caro van Eyck in 1976

- 1939 - Vasantasena (Het leemen wagentje) - N.V. Het Residentie Tooneel
- 1940 - De koopman van Venetië - N.V. Het Residentie Tooneel
- 1940 - Beloof me niets! - N.V. Het Residentie Tooneel
- 1940 - Lucifer - N.V. Het Residentie Tooneel
- 1940 - Camera Obscura - N.V. Het Residentie Tooneel
- 1940 - De kersentuin - N.V. Het Residentie Tooneel
- 1941 - Een lentedag van 's morgens acht tot middernacht - N.V. Het Residentie Tooneel
- 1941 - De gele nachtegaal - N.V. Het Residentie Tooneel
- 1941 - Marieke van Nieumeghen - N.V. Het Residentie Tooneel
- 1941 - De bruiloft van Figaro - N.V. Het Residentie Tooneel
- 1941 - De storm - N.V. Het Residentie Tooneel
- 1942 - Romeo en Julia - N.V. Het Residentie Tooneel
- 1945 - Het einde van den weg - N.V. Het Residentie Tooneel
- 1945 - Winteravondsprookje - N.V. Het Residentie Tooneel
- 1946 - Açoka - N.V. Het Residentie Tooneel
- 1946 - De driestuiversopera - N.V. Het Residentie Tooneel
- 1946 - Antigone - N.V. Het Residentie Tooneel
- 1946 - Met onze hakken over de sloot - N.V. Het Residentie Tooneel
- 1947 - Rendez-vous te Senlis - N.V. Het Residentie Tooneel
- 1947 - Het graf van de onbekende soldaat - De Haagsche Comedie
- 1947 - De groote race - De Haagsche Comedie
- 1947 - Je kunt 't toch niet meenemen - De Haagsche Comedie
- 1947 - Koning Henri IV - N.V. Het Residentie Tooneel
- 1948 - De nacht van de 16de januari - De Haagsche Comedie
- 1948 - Orpheus en Eurydice - De Haagsche Comedie
- 1948 - Opened by Censor - De Haagsche Comedie
- 1948 - Het spel der vergissingen - De Haagsche Comedie
- 1948 - Duet voor twee handen - De Haagsche Comedie
- 1949 - Onze stad - De Haagsche Comedie
- 1949 - 'n Vriendelijke dame - De Haagsche Comedie
- 1949 - 'n Lentedag van 's morgens acht tot middernacht - De Haagsche Comedie
- 1949 - Rouw past Electra - De Haagsche Comedie
- 1949 - De meeuw - De Haagsche Comedie
- 1949 - Hier sliep George Washington - De Haagsche Comedie
- 1949 - De erfgename - De Haagsche Comedie
- 1950 - Adam in ballingschap - De Gong
- 1950 - De jongen Winslow - De Haagsche Comedie
- 1951 - Met eervol ontslag - Amsterdams Toneelgezelschap (A.T.G.)
- 1952 - Spaansche Brabander - Amsterdams Toneelgezelschap (A.T.G.)
- 1952 - Antigone - Amsterdams Toneelgezelschap (A.T.G.)
- 1952 - Hilda Crane - Amsterdams Toneelgezelschap (A.T.G.)
- 1953 - Picnic - Toneelgroep Theater
- 1954 - Anastasia - Toneelgroep Theater
- 1954 - Zo zijn onze manieren - Rotterdams Toneel
- 1954 - Het onweer - Rotterdams Toneel
- 1955 - Bekentenis - Rotterdams Toneel
- 1955 - Het verraad - Rotterdams Toneel
- 1956 - Medeia - Rotterdams Toneel
- 1956 - De kalktuin - Rotterdams Toneel
- 1957 - De wals van de toreadors - Rotterdams Toneel
- 1957 - Dief en diefjesmaat - Rotterdams Toneel
- 1957 - Het vrouwenhuis - Rotterdams Toneel
- 1958 - Niets is zeker - Rotterdams Toneel
- 1958 - Orpheus daalt af - Toneelgroep Theater
- 1959 - Iphigeneia in Aulis - Toneelgroep Theater
- 1959 - J.B. - Toneelgroep Theater
- 1960 - De kleine vossen - Toneelgroep Theater
- 1961 - Brieven van een dichter - Toneelgroep Theater
- 1961 - De koningin en de rebellen - Toneelgroep Theater
- 1962 - De nacht van de leguaan - Stichting Nieuw Rotterdams Toneel
- 1963 - De parachutisten - Stichting Nieuw Rotterdams Toneel
- 1964 - Het leven dat ik je gaf – Ensemble
- 1964 - Onze stad - Nieuwe Komedie
- 1965 - De ploeg en de sterren - Ensemble
- 1965 - Voerman Henschel – Ensemble
- 1966 - Elizabeth, de vrouw zonder man - Ensemble
- 1966 - De wolken voorbij - Stichting Nieuw Rotterdams Toneel
- 1967 - Vlindertje, vlindertje! - Ensemble
- 1969 - De vrouwen van Shanghai - Haagse Comedie
- 1969 - Hippolytus - Stichting Nieuw Rotterdams Toneel
- 1970 - De zelfmoordenaar - Stichting Nieuw Rotterdams Toneel
- 1971 - Wachten tot het donker is - Hans Boskamp
- 1972 - De vossejacht - Stichting Het Amsterdams Toneel
- 1972 - De visioenen van Simone Machard - Stichting Het Amsterdams Toneel
- 1975 - Allemaal mensen - Impresariaat John de Crane
- 1978 - Een gelukkige hand - Accolade Productions BV
- 1978 - De kringloop